# Horní Bradlo
Horní Bradlo (en allemand : Ober Bradlo) est une commune du district de Chrudim, dans la région de Pardubice, en République tchèque. Sa population s'élevait à 426 habitants en 2022.

## Géographie
Horní Bradlo est arrosée par la Chrudimka et se trouve à 13 km à l'ouest-nord-ouest de Hlinsko, à 17 km au sud de Chrudim, à 26 km au sud de Pardubice et à 99 km à l'est-sud-est de Prague.
La commune est limitée par Bojanov, Krásné et Libkov au nord, par Hodonín et Trhová Kamenice à l'est, par Libice nad Doubravou au sud, et par Rušinov et Seč à l'ouest.

## Histoire
La première mention écrite de la localité date de 1329.

## Administration
La commune se compose de sept sections :
- Dolní Bradlo
- Horní Bradlo
- Javorné
- Lipka
- Travná
- Velká Střítež
- Vršov

## Galerie

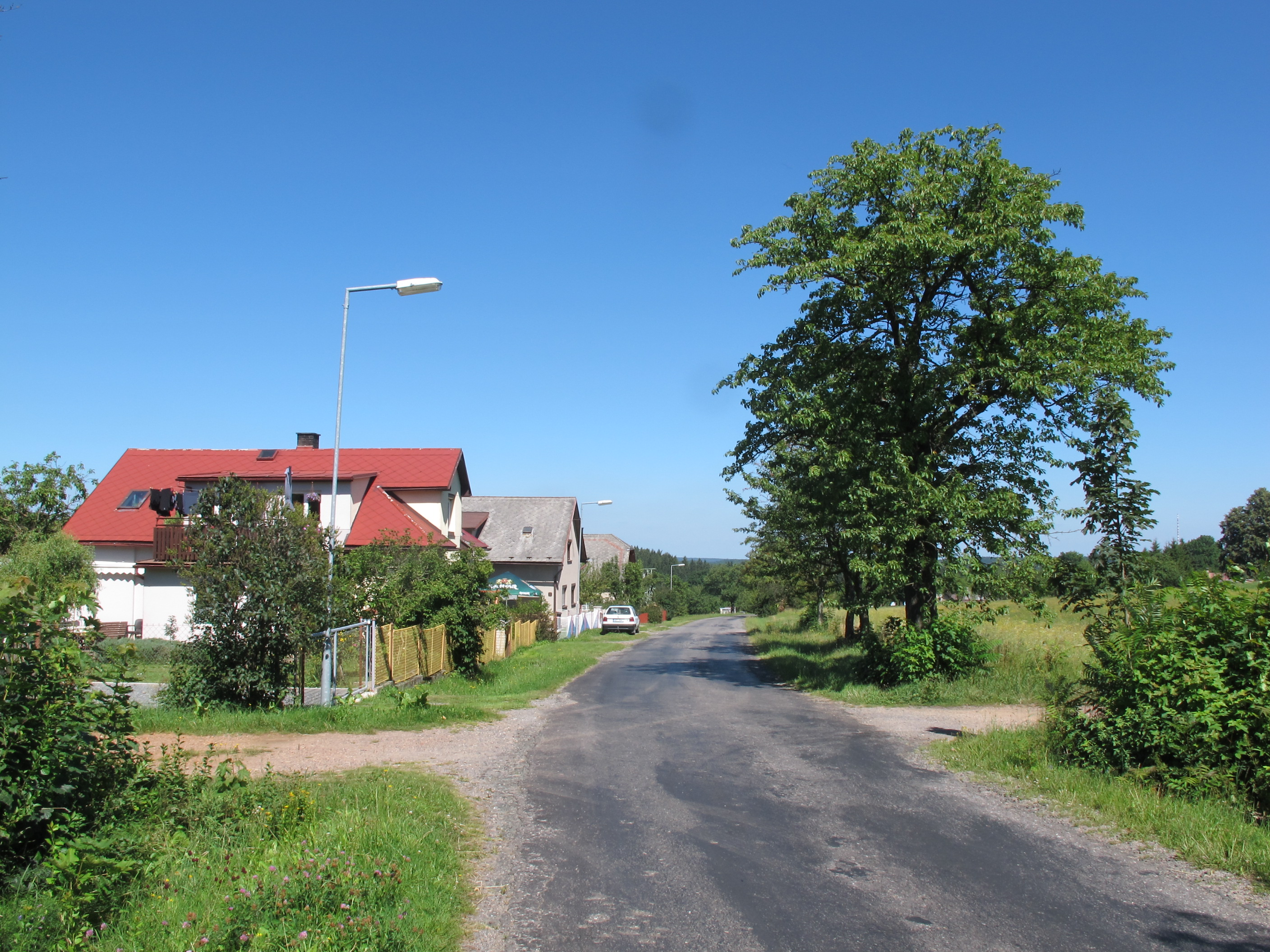
Velká Střítež.
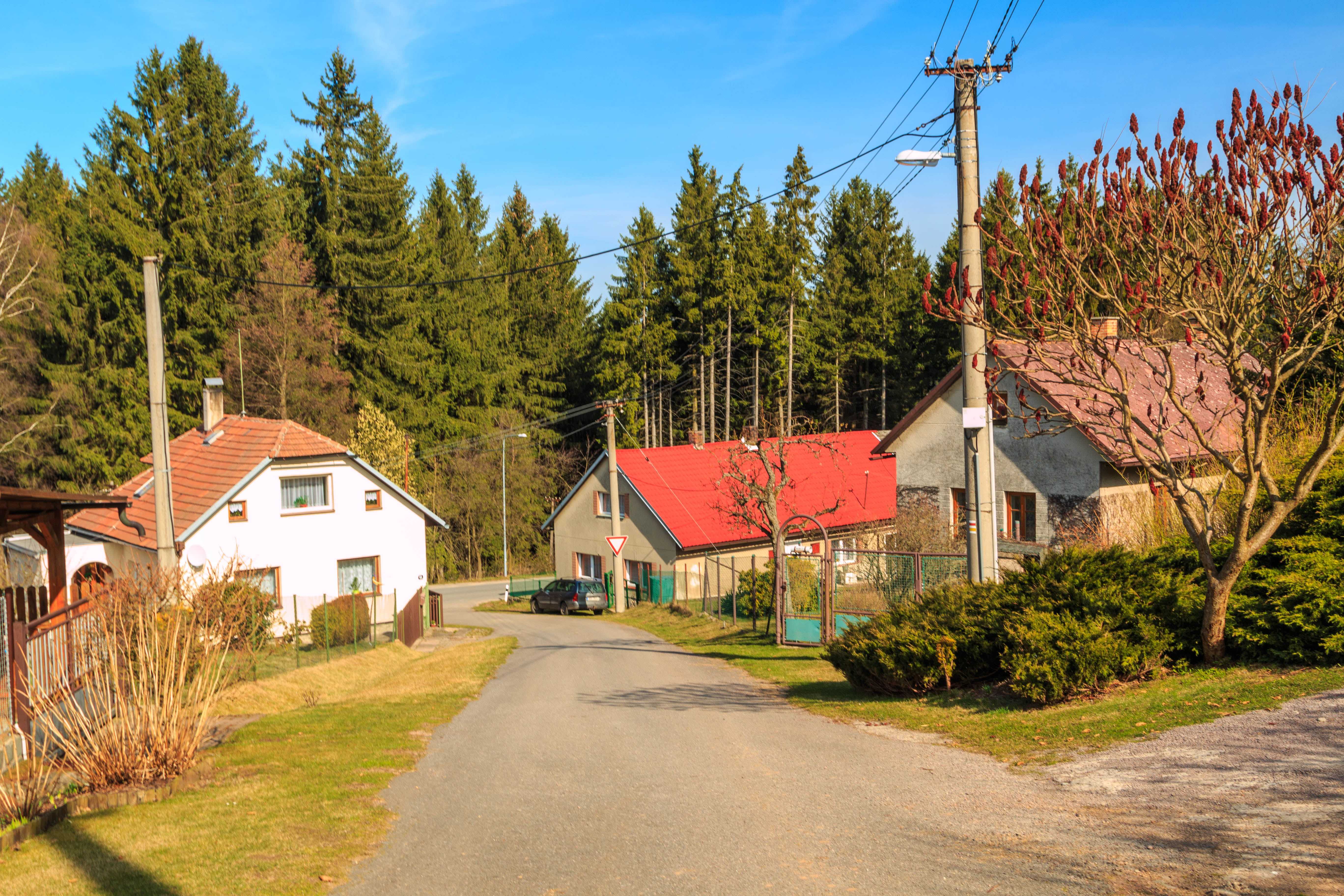
Hameau de Lipka.

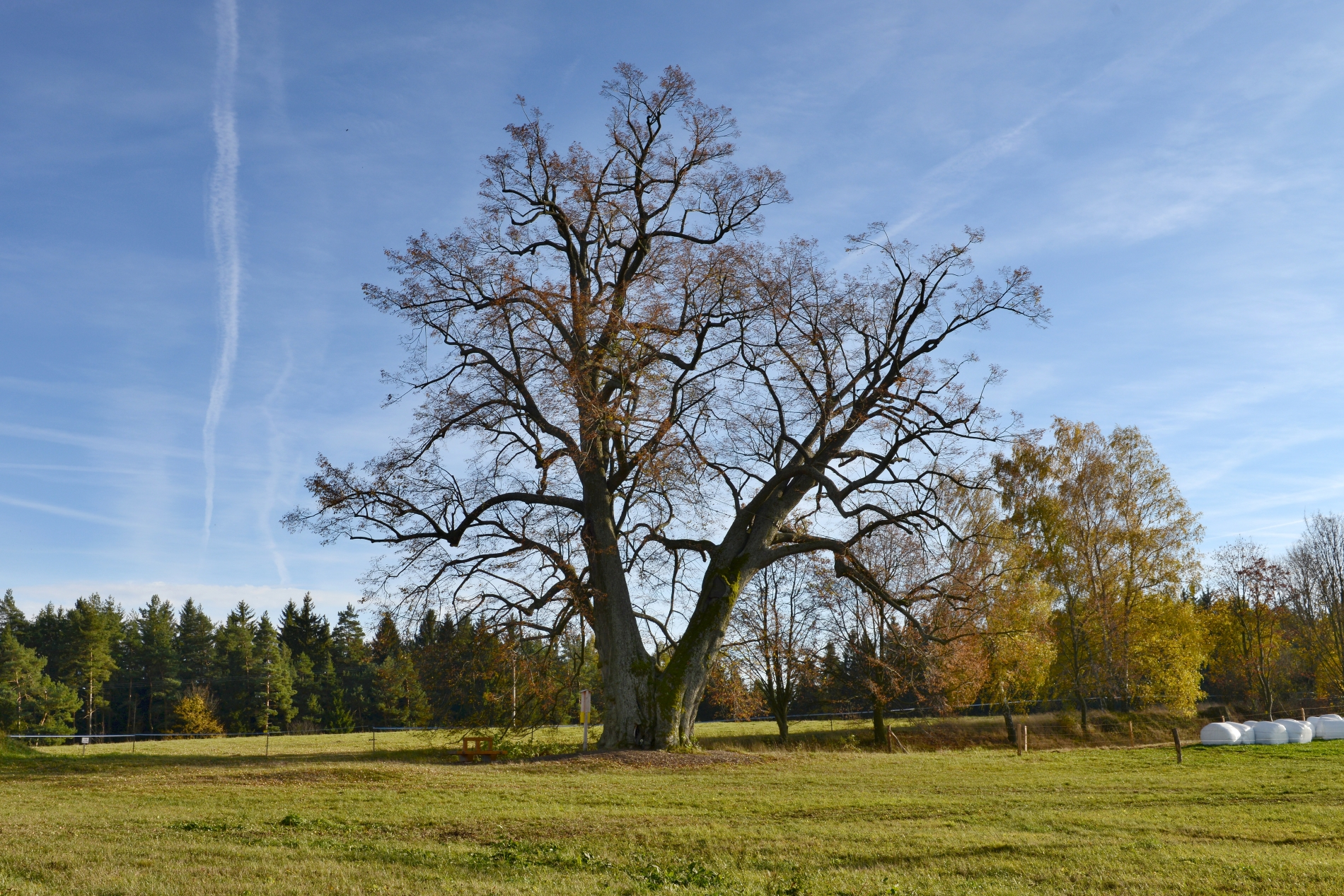
Un tilleul à Lipka.

## Transports
Par la route, Horní Bradlo se trouve à 8 km de Nasavrky, à 23 km de Chrudim, à 32 km de Pardubice et à 124 km de Prague. 